# Église Saint-Maurice de Cruseilles
L'église Saint-Maurice de Cruseilles est une église catholique située en France à Cruseilles, dans le département de la Haute-Savoie en région Auvergne-Rhône-Alpes.

## Historique

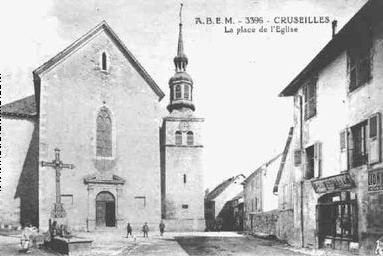
Vue historique de l'église.

L'église a été construite au XIIe siècle, puis rénovée entre 1752 et 1833. La toiture est refaite en 2008. Le clocher a été construit avant l'église.